# Мейбл Додж
Мейбл Додж (англ. Mabel Dodge, уроджена Гансон (англ. Ganson); 1879–1962) — американська письменниця, журналістка, світська левиця і меценатка, покровителька мистецтва.

## Життєпис
Народилася 26 лютого 1879 року в Буффало, США в родині Сари Кук (англ. Sarah Cook) та Чарльза Гансона (англ. Charles Ganson), багатого банкіра з Буффало штату Нью-Йорк.
Була освіченою і доглянутою дівчиною, яка виросла в елітній сім'ї та вихованою спеціальною нянькою. До шістнадцяти років навчалася у школі для дівчаток Saint Margaret's Episcopal School, потім продовжила навчання у Нью-Йорку. У 1896 році подорожувала Європою і потім закінчила Вашингтонську школу Chevy Chase.
Вперше вийшла заміж у 1900 році за Карла Еванса (англ. Karl Evans), сина власника пароплава. Вони одружилися таємно, бо батько не схвалював вибір доньки. Повторно вони провели весільну церемонію в церкві Святої Трійці (англ. Trinity church) у присутності важливих персон Буффало. У подружжя народився син, а через два з половиною роки Карл загинув на полюванні, залишивши Мейбл вдовою у 23-річному віці. Навесні 1904 року її портрет у жалобній сукні був створений художником Адольфо Мюллер-Урі для її бабусі по батьковій лінії Ненсі Гансон. Потім у Мейбл виник зв'язок із видним гінекологом Буффало і сім'я відправила її до Парижа, щоб припинити ці стосунки. Повернувшись з Європи, вона вийшла заміж за Едвіна Доджа (Edwin Dodge), багатого архітектора. Подробиці своїх фізичних (сексуальних) потягів цього періоду Мейбл Додж пізніше описала в автобіографії «Intimate Memories» (1933).
З 1905 по 1912 роки Мейбл жила у Флоренції. На її віллі Villa Curonia у містечку Арчетрі, поблизу Флоренції, збирався бомонд, серед якого були письменниця Гертруда Стайн з братом Лео, її кохана і теж письменниця Аліса Токлас, а також візитери з Парижу, в числі яких був Андре Жід. Тут у Мейбл були дві суїцидальні спроби у зв'язку з її коханим — особистим шофером.
У середині 1912 року вона повернулася до США і стала проявляти себе покровителькою мистецтв, проводячи щотижневі салони у своїй новій квартирі в Гринвіч-Вілледжі. Тут були присутні такі знаменитості, як Карл Ван Вехтен, Маргарет Сенгер, Емма Гольдман, Чарлз Демут, Вільям Гейвуд, Макс Істмен Джон Рід та багато інших. Письменник і фотограф Карл Ван Вехтен використовував Додж як один із персонажів свого роману «Peter Whiffle» — Едіт Дейл. Мейбл брала участь в Арсенальній виставці сучасного європейського мистецтва в 1913 році, де заслужила загальну увагу поширенням на виставці свого памфлету на п'єсу Гертруди Стайн «Portrait of Mabel Dodge at the Villa Curonia».

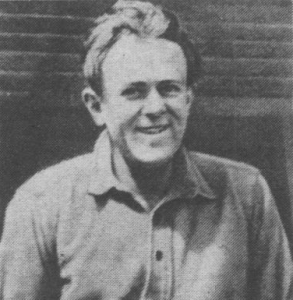
Джон Рід

У червні 1913 року вона відпливла до Європи зі своїм новим знайомим — журналістом Джоном Рідом. Після прибуття до Парижа вони стали коханцями, спілкувалися з місцевими знаменитостями, у тому числі Пабло Пікассо. Вони виїжджали в подорож з Villa Curonia, були в гостях у Артура Рубінштейна. Спочатку це був дуже щасливий час для молодих закоханих, але врешті-решт Мейбл зрозуміла, що Джона цікавили інші люди та події, що призводило до відчуження між ними. У вересні 1913 року вони повернулися до Нью-Йорка. У жовтні 1913 року Рід написав у Metropolitan Magazine статтю про Мексиканську революцію, сам відвідав місто Пресідіо в штаті Техас, щоб бути ближче до місця подій. Потім повернувся до Нью-Йорка, де молоді люди розлучилися. Джон Рід став спілкуватися з американською журналісткою та письменницею Мері Хітон Ворс.
Протягом 1914—1916 років склалися тісні відносини між інтелігенцією Гринвіч-Вілледжа та Провінстауна. У 1915 році Мейбл Додж стала жити в Провінстауні з художником Морісом Стерном. Вона стала спеціальним браузером однієї з газет медіакомпанії Hearst Corporation, жила на фермі Finney Farm містечка Croton-on-Hudson неподалік Нью-Йорка. Моріс Стерн жив у поряд розташованому котеджі. Мейбл запропонувала йому організувати художню студію на третьому поверсі свого будинку. У 1916 році Мейбл та Моріс одружилися. У наступні роки Мейбл деякий час провела в Санта-Барбарі, Каліфорнія, де жив її родич Джозеф Стеффенс, сестра якого була одружена з власником ранчо John J. Hollister.
У 1919 році Мейбл Стерн з чоловіком та американською феміністкою Елсі Клюз Парсонс поїхали до Таосу в Нью-Мексико щоб заснувати там літературну колонію. За порадою Тоні Лухана, корінного американця, вона придбала у власність 12 акров (49000 м²) земли. Тоні став виявляти оригінальні знаки уваги Мейбл, які дратували Моріса, що призвело до їхнього розриву після тривалого процесу розлучення. В 1923 році Мейбл вийшла заміж за Тоні Лухана, продовжуючи жити в Таосі.
У вересні 1922 року англійський письменник Девід Лоуренс на запрошення Мейбл Додж приїхав до Таосу разом зі своєю дружиною Фрідою. Тут у нього зав'язалися короткочасні стосунки з Мейбл, про що Лоренс написав у своїх спогадах «Lorenzo in Taos» (1932). Серед членів колонії, яких привабила Лухан, виділялися художник Марсден Хартлі, фотограф Ансель Адамс, письменниця Вілла Катер, поет і драматург Робінсон Джефферс, художниця Джорджія О'Кіф та багато інших.
Померла Мейбл Додж 13 серпня 1962 року у своєму будинку в Таосі на 84-му році життя. Вона була похована на місцевому кладовищі Kit Carson. У першому шлюбі в неї народився син Джон (англ. John Ganson Evans, 1902—1978).

## Ушанування пам'яті

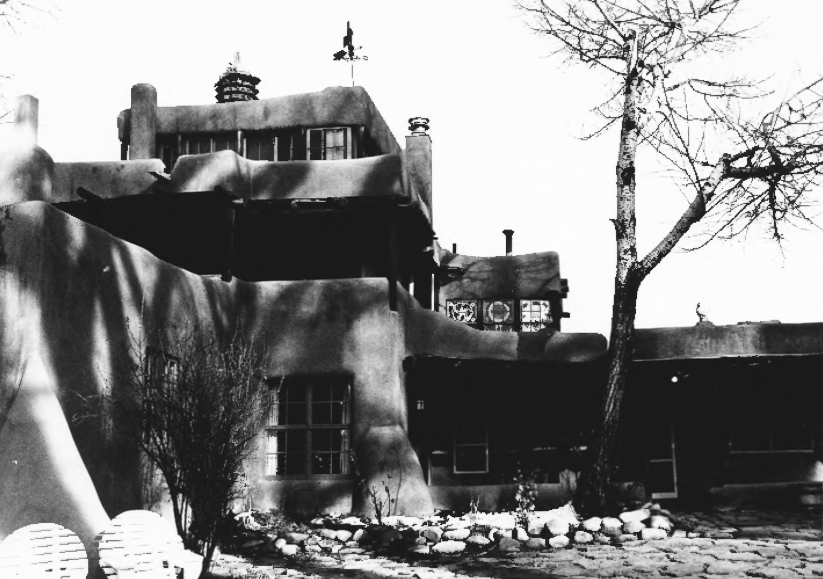
Будинок, у якому жила Мейбл Додж. Світлина 1990 року

Будинок Мейбл Додж оголошений Національною історичною пам'яткою і в даний час є готелем з конференц-центром, який був куплений відомим американським актором Деннісом Гоппером, який побачив його на зйомках фільму «Безтурботний наїзник». У будинку проводить лекції та екскурсії американська письменниця та диктор Натали Голдберг.
Документи, що стосуються Мейбл Додж — листи, рукописи, фотографії, знаходяться в Бібліотеці рідкісних книг та рукописів Бейнеке Єльського університету.